# Ludwig Minkus
Ludwig Minkus (în rusă Людвиг Минкуc, transliterat: Ludwig Minkus), cunoscut și sub numele de Léon Fiodorovici Minkus (n. 23 martie 1826, Viena, Imperiul Austriac – d. 7 decembrie 1917, Viena, Austro-Ungaria)(23 martie 1826 - 7 decembrie 1917), a fost un compozitor austro-ungar de muzică de balet, un virtuoz al viorii, dirijor și pedagog.

## Creații muzicale

### Balet
- Fiammetta, ou l'Amour du diable (reluare la La Flamme d′amour, ou La Salamandre), coregrafia Arthur Saint-Léon, 25 februarie/13 februarie 1863;
- Le Poisson doré (versiune extinsă), coregrafia de Saint-Léon, 20 noiembrie/8 noiembrie 1867;
- Le Lys, coregrafia de Saint-Léon, 2 noiembrie/21 octombrie 1869;
- Don Quijote, (versiune extinsă), coregrafia Marius Petipa 21 noiembrie/9 noiembrie 1871;
- La Camargo, coregrafia de Petipa, 29 decembrie/17 decembrie 1872;
- Les Brigands, coregrafia de Petipa, 6 februarie/26 ianuarie 1875;
- Les Aventures de Pélée, coregrafia de Petipa, 30 ianuarie/18 ianuarie 1876;
- Baiadera (La Bayadère), coregrafia de Petipa, 14 februarie/ianuarie 1877;
- Roxana, la beauté du Monténégro, coregrafia de Petipa, 10 februarie/29 ianuarie 1878;
- La Fille des neiges, coregrafia de Petipa, 19 ianuarie/7 ianuarie 1879;
- Mlada, coregrafia de Petipa, 14 decembrie/2 decembrie 1879;
- Zoraia, ou la Maure en Espagne, coregrafia de Petipa, 13 februarie/1 februarie 1881;
- Kalkabrino, 1891, creat după moartea sa

### Inserții pentru balete ale altor compozitori
- Entr’acte pentru violină-solo (1862), în: „Orfa“ (de Adolphe Adam)
- Pas de deux pentru Ekaterina Vazem (1875), în: Satanella (de Napoléon Henri Rober și François Benoist, 1840)
- Grand Pas Classique pentru Eugenia Sokolova (1877), în: Die Perle von Sevilla (de Santos Pinto)
- Variațiuni pentru Eugenia Sokolova (1879), în: Trilby (de Yuli Gerber, 1870)
- Mazurka des enfants, Grand Pas Classique și aranjament pentru Pas de trois (1881), în: Paquita (de Édouard Deldevez, 1846)
- Pas de deux pentru Maria Gorschenkowa, în: Giselle (de Adolphe Adam, 1841)
- Variațiuni pentru Virginia Zucchi, în: La Fille mal gardée (de Peter Ludwig Hertel, 1864)

### Aranjamente
- Le Papillon. Partitură originală de Offenbach, coregrafia de  M. Petipa după Marie Taglioni, 19 ianuarie/7 ianuarie 1874;
- Le Songe d'une nuit d’été. Partitură originală de Felix Mendelssohn, coregrafia de M. Petipa, 26 iuile/14 iuilie 1876;
- Frisac ou la Double Noce. Aranjament orchestral din diferite partituri de Giacomo Meyerbeer, Giuseppe Verdi, Vincenzo Bellini și Gioachino Rossini, coregrafia de M. Petipa, 23 martie/11 martie 1879;
- Le Diable à quatre (sau La Femme capricieuse). Partitură originală de Adolphe Adam într-o versiune de Cesare Pugni, 5 februarie/23 ianuarie 1885;

### Revizuiri ale partiturilor altor compozitori
- Le Papillon (1874), de Jacques Offenbach (1860)
- Ein Sommernachtstraum (1876), de Felix Mendelssohn Bartholdy (1842)
- La Fille du Danube (1880), de Adolphe Adam (1836)
- Pâquerette (1882), de François Benoist (1851)
- Le Diable à quatre, ou La femme capricieuse (1885), de Adolphe Adam (1845)